# 大森洪太

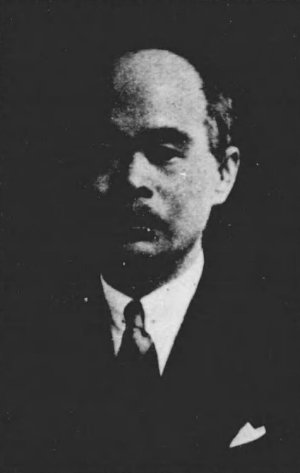
大森洪太

大森 洪太（おおもり こうた、1887年（明治20年）6月10日 - 1946年（昭和21年）5月24日）は、日本の司法官僚、判事、検事。

## 経歴
三重県阿山郡阿波村（現在の伊賀市）出身。旧制第一高等学校を経て、1912年（明治45年）に東京帝国大学法科大学卒業。同年、司法官試補となり、東京地方裁判所に勤務した。1914年（大正3年）、判事となり、東京地方裁判所判事、同部長を歴任した。その後、東京地方裁判所検事・司法省参事官（民事局勤務）に転じ、第5回国際連盟総会日本代表随員を務めた。帰国後は東京控訴院判事を経て、東京控訴院検事・司法省書記官（刑事局・民事局勤務）となった。1928年（昭和3年）、大審院判事となり、1933年（昭和8年）には司法省民事局長に就任した。さらに名古屋控訴院長、大審院部長を歴任し、1941年（昭和16年）、司法次官に就任した。

## 著書
- 『不思議な犯罪の話』（清水書店、1926年）
- 『正義の殿堂より』（清水書店、1926年）
- 『裁判夜話』（日本評論社、1930年）
- 『裁判異譚』（日本評論社、1931年）
- 『裁判綺聞』（日本評論社、1933年）
- 『国土礼讃』（モダン日本社、1941年）
- 『民族礼讃』（モダン日本社、1941年）
- 『ほゝ笑む心』（主婦之友社、1941年）
- 『明けゆく空』（主婦之友社、1942年）
- 『異譚綺聞 犯罪夜話』全2冊（書肆心水、2024年）、新編版